# 피바강

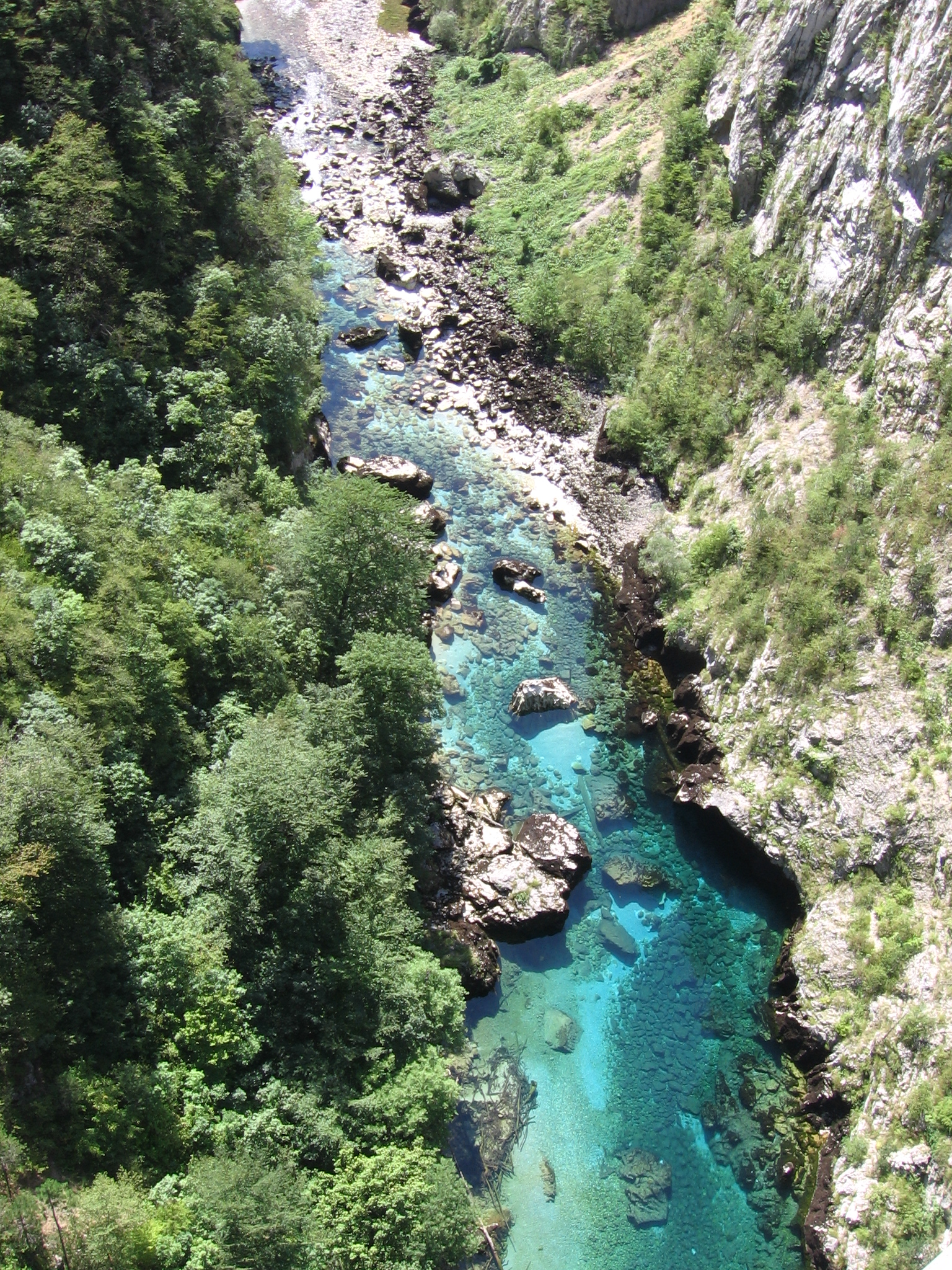
피바강

피바강(Piva)은 몬테네그로에 있는 강이다.

## 같이 보기
- 드리나강